# Дмитриј Шостакович
Дмитриј Дмитријевич Шостакович (рус. Дми́трий Дми́триевич Шостако́вич; Санкт Петербург 12./25. септембар 1906 — Москва, 9. август 1975) је био руски композитор који је стварао за време Совјетског Савеза. Стварао је у доба режима Јосифа Стаљина и имао сложен однос са совјетском владом, тако да је писао химне власти, али се трудио и да остане на дистанци од комунистичког система, претрпевши притом 2 јавне осуде своје музике, 1936. и 1948, те повремено забрану извођења његове музике. Упркос свему овоме, Шостакович је и даље био најпопуларнији и најбољи совјетски композитор свог нараштаја и примио је многе награде, а служио је и у Врховном Совјету.
Након раздобља под утицајем Прокофјева и Стравинског (1. симфонија), Шостакович прелази на модернизам (2. симфонија и Нос), а затим развија хибридни стил у Леди Магбет Мценског округа и у несрећној 4. симфонији. Хибридни стил је обухватао раздобља од неокласицизма (са утицајем Стравинског) па до постромантизма (са утицајем Малера). Његова тоналност често је укључивала употребу модалитета и неких неокласицистичких хармонија а ла Хиндемит и Прокофјев. Његова музика редовно користи снажне контрасте и елементе гротеске. Шостакович се поносио својом оркестрацијом која је чиста и добро осмишљена. Део Шостаковичеве музике дугује више Малеру и Римски-Корсакову. Његовим највећим делима генерално се сматра његових 15 симфонија, као и 15 гудачких квартета, који важе за најлепше примере камерне музике 20. века. Остала дела укључују опере, 6 концерата и велики број филмских композиција. Дејвид Фенинг у Гроув Речнику музике и музичара пише:
Између сукобљених притисака званичних захтева, масовних патњи његових сународника, и његових личних идеја хуманитарне и јавне службе, успео је у стварању музичког језика колосалне емотивне моћи.
Шостакович је поред Игора Стравинског и Сергеја Прокофјева један од најзначајнијих руских композитора 20. века. Био је изузетно продуктиван и многостран. Познати челиста Мстислав Ростропович за њега је рекао: „Да бисмо поново искусили историју наше земље од 1930. до 1970, треба чути симфоније Шостаковича“. Симфонијска дела Шостаковича још је називао: „Скривена историја Русије“.

## Биографија

### Детињство и младост
Рођен у улици Подолскаја бр. 2 у Санкт Петербургу, Дмитриј Шостакович је био друго од троје деце Дмитрија Болеславовича Шостаковича и Софије Васиљевне Шостакович. Његова породица била је либерално настројена (један ујак био је бољшевик, а удомљавали су и десничарске екстремисте). Дмитриј је као дете задобио статус вундеркинда и као пијаниста и као композитор, а његов таленат је откривен када је започео са часовима клавира са својих 8 година. Године 1918, написао је посмртни марш за двојицу вођа Кадетске странке које су убили бољшевички морнари. Године 1919, допуштено му је школовање на Петроградском конзерваторијуму којег је тада водио Александар Глазунов. Међутим, патио је због уоченог недостатка политичког ентузијазма, те је 1926. пао испит из марксистичке методологије. Његов први велики музички комад била је 1. симфонија (први пут изведена 1926), коју је као дипломски рад написао када му је било 20 година.
Након дипломирања, испрва је започео двојну каријеру концертног пијанисте и композитора, али његов сувопаран начин свирања (Феј коментарише његово „емоционално скупљање у себе“ и „фантастичну ритмичку вожњу“), често је несхватан и нецењен. Упркос свему томе, освојио је похвалу на варшавском такмичењу пијаниста 1927. Након такмичења, Шостакович се упознао с диригентом Бруном Валтером, који је био толико импресиониран његовом 1. симфонијом да је већ исте те године дириговао берлинску премијеру. Након тога, Шостакович се концентрисао углавном на компоновање и ускоро је ограничио извођење само на властита дела. Године 1927. написао је 2. симфонију (познату и као Октобар). Док је писао симфонију, започео је и рад на својој сатиричној опери Нос, заснованој на Гогољевој причи. Године 1929, опера је критикована као „формалистичка“ од стране РАПМ-а, стаљинистичке организације музичара, и 1930. је доживела врло мали успех.
Година 1927. је такође обележила и Шостаковичев почетак пријатељства са Иваном Солертинским, са којим је остао одличан пријатељ до Иванове смрти 1944. Солертински је Шостаковича упознао с Малеровом музиком, која је имала велики утицај на његову музику од 4. симфоније па надаље. Година 1932. донела му је отворени брак са његовом првом супругом, Нином Варзар. Почетне потешкоће довеле су до почетка бракоразводне парнице 1935, али се пар помирио и остао заједно.
Током касних 1920-их и раних 1930-их радио је у ТРАМ-у, пролетерском омладинском позоришту. Иако није направио велики посао на својој позицији, она га је штитила од идеолошких напада. Већину времена провео је пишући своју оперу Леди Магбет Мценског округа, која је први пут изведена 1934. и била је велики успех и на популарном и службеном нивоу. Речено је да је она „резултат генералног успеха социјалистичке конструкције, коректне политике партије“ и једну такву оперу „је могао написати само совјетски композитор одгојен у најбољој совјетској традицији совјетске културе“.

### Прва забрана
Шостакович 1936. силази са пиједестала. Година је започела серијом напада на њега који су изашли у часопису Правда, поготово чланак назван Грозота уместо музике. Веровало се да је кампању започео Стаљин и осудио Леди Магбет Мценског округа као формалистичку оперу. Следствено су накнаде почеле пресушивати и његови приходи су пали за 75%. Његова 4. симфонија је прошла пробе, али се због тадашњег политичког режима није могла извести на позорници. Није изведена све до 1961, а Шостакович није у њој мењао ништа: остала је његова 4. симфонија упркос тако закаснелом извођењу. Клавирски сажетак је објављен 1946.
Још и шире, 1936. започиње Велики терор у којем су убијени многи Шостаковичеви пријатељи и родбина. Једна утеха за Шостаковича у том периоду било је рођење његове кћерке Галине 1936. Његов син Максим је рођен две године касније.
Шостаковичев одговор на забрану дела је његова 5. симфонија из 1937. која је била мало конзервативнија него његова ранија дела. Симфонија је била успешна, а и данас се сматра једним од његових најбољих дела. У то време је Шостакович компоновао и први од својих гудачких квартета. Његова камерна дела омогућила су му да експериментише и изрази идеје које иначе није смео у својим симфонијама и делима извођеним у позориштима. У јуну 1937. почиње да предаје на Конзерваторијуму. То му је дало мању финансијску сигурност, али је ометало његов властити рад.

### Рат
На почетку рата између Совјетског Савеза и Трећег рајха 1941, Шостакович је испочетка остао у Лењинграду током опсаде, где је написао прва три става 7. симфоније (позната и као Лењинград). Такође је допринео и у пропагандним напорима, позирајући као ватрогасац и шаљући радио-поруке Совјетима. У октобру 1941, породица Шостакович је евакуисана у данашњу Самару, где је довршена 7. симфонија. Она је прихваћена као симбол руског отпора и у Совјетском Савезу и на западу.
У пролеће 1943, Шостаковичеви се селе у Москву. Док је његова 7. симфонија представља херојску (и уверљиво победничку) борбу против патње, његова 8. симфонија из те године је можда крајње мрачна и насилна експресија унутар Шостаковичевог дела, што је исходовало њеним забрањивањем до 1960. Са друге стране, 9. симфонија (1945) је иронична хајдновска пародија која није успела да задовољи захтеве за „химну победе“. Шостакович је наставио да компонује камерну музику, од којих је истакнутији 2. клавирски трио, посвећен сећању на Солертинског, са јеврејским тотентанцом за финале.

### Друга забрана
Године 1948, Шостакович је заједно са многим другим композиторима поново забрањен због формализма према Ждановљевом прогласу. Многа дела су му забрањена, био је присиљен на јавно извињење и његова породица је изгубила привилегије. Јуриј Љубимов је рекао да је у то време „Шостакович чекао да га ухвате у ноћи напољу, поред лифта, да му макар не би узнемиравали породицу“.
У следећих пар година његове композиције су чиниле филмска музика за отплаћивање дугова, службена дела чији је циљ био заштита службене рехабилитације, и озбиљна дела за „фиоку у радном столу“. У ове потоње спадали су 1. концерт за виолину и циклус песама Из јеврејске народне поезије. Велика је контроверза око тога да ли је Шостакович био свестан опасности објављивања збирке Из јеврејске народне поезије. Лорел Феј тврди да се покушао конформисати са службеном политиком прилагодивши народну песму као инспирацију. У другу руку, она је већ написана када је започела послератна антисемитска кампања, а Шостакович је био у добрим односима са многим њеним жртвама.
Ограничења према Шостаковичевој музици и приватном животу ублажене су 1949, како би се осигурало његово учешће у делегацији истакнутих совјета у САД. Те исте године написао је кантату Песме шумâ, које су хвалиле Стаљина као „великог баштована“. Године 1951, Шостакович је постао заменик у Врховном Совјету. Стаљинова смрт 1953. био је највећи и кључни корак према Шостаковичевој службеној рехабилитацији, која је обележена 10. симфонијом. Она садржи обиље музичких цитата и кодова (од истакнутијих су DSCH и Елмира мотиви), чије је значење и данас неодређено, док је њен дивљи други део вероватно сам музички портрет Стаљина. Уз његову 5. симфонију, 10. симфонија спада у његова најпопуларнија дела. Година 1953. такође је била година премијера дела из „фиоке у радном столу“.
Током 1940-их и 1950-их, Шостакович је имао блиске односе са двема својим ученицама: Галином Устволскајом и Елмиром Назировом. Устволскају је поучавао од 1937. до 1947. Природа њиховог односа је и данас непозната: Мстислав Ростропович описао је везу речју „нежна“, а Устволскаја је 1995. изјавила да је током 1950-их одбила његову понуду за брак. Но, у истом разговору, Устволскајин пријатељ, Виктор Суслин, је изјавио да је она по свом дипломирању 1947. била „дубоко разочарана“ у њега. Веза с Назировом је изгледа била једнострана, изражавана увелико кроз његова писма њој, и може се сместити између 1953. и 1956. У позадини овога био је Шостаковичев први, отворени брак с Нином Варзаровом док она није преминула 1954. Поново се венчао 1956, са Маргаритом Каиновом, али је веза пукла након 3 године када су се развели.
Године 1954. Шостакович је написао Веселу увертиру, опус 96, која је коришћена као музички мотив на Олимпијским играма 1980. у Москви.

### Прикључивање партији
Година 1960. обележила је још једну прекретницу у Шостаковичевом животу: прикључио се комунистичкој партији Совјетског Савеза. Овај догађај је интерпретиран различито као знак оданости, знак кукавичлука, или резултат политичког притиска. У једну руку, Партија је неоспорно била мање репресивна него за време Стаљиновог мандата. Са друге стране, Шостаковичев син Максим се присећа да је тај догађај расплакао његовог оца, и да је он касније рекао својој супрузи Ирини да је уцењиван. Лав Лебедински је рекао да је Шостакович био суицидан. У то време, његово здравствено стање се погоршавало. Шостаковичев музички одговор на ту личну кризу био је 8. гудачки квартет, који, као и 10. симфонија, уједињује цитате и сопствени музички потпис.
Године 1962, жени се по 3. пут, за Ирину Супинскају. У писму свом пријатељу Исааку Гликману, каже: Једини њен проблем је што има 27 година. У свим осталим погледима је изврсна; паметна, весела, директна и симпатична. У новембру, Шостакович је једини пут имао улогу диригента, и то у Горком где је дириговао властита дела. Иначе би увек одбијао, наводећи као разлог нервозу и слабо здравље.
Те исте године Шостакович се поновно окренуо питању антисемитизма у својој 13. симфонији, познатој и као Бабји Јар. Симфонија садржи доста поема које је написао Јевгениј Јевтушенко, од којих прва одаје почаст Јеврејима убијеним у Другом светском рату. Мишљења о величини ризика који је Шостакович узео су подељена: поема је објављења у совјетским медијима и није забрањена, али је остала контроверзна. Након премијере симфоније, Јевтушенко је био присиљен да дода пар стихова песми који говоре да су, уз Јевреје, на Баби Јару преминули и многи Украјинци и Руси.

### Каснији живот
У каснијем животу, Шостакович је патио од хронично лошег здравља, али је одбио да остави цигарете и вотку. Од 1958. патио је од погоршања здравља које је највише захватило његову десну руку, због чега је морао одустати од свирања клавира: 1956. му је дијагностикован полиомијелитис. Следеће године је претрпео срчане ударе и још један 1971, те више падова у којима је сломио обе ноге. У једном писму је написао:
Задатак извршен до сада: 75% (десна нога сломљена, лева нога сломљена, десна рука дефектна. Све што сада треба да урадим је да слупам леву руку и 100% мојих удова ће бити ван функције.
Преокупација властитом смртношћу проширила се кроз многа његова каснија дела, међу којима су били каснији квартети и 14. симфонија из 1969. (циклус пјесама утемељених на многим поемама чија је главна тематика смрт). Тема овог музичког дела се такође поклапа са Шостаковичем на његовом најекстремнијем подручју музичког језика, коришћењем тема са 12 нота и густе полифоније кроз цело дело. Његова 15. симфонија из 1971. је, насупрот овоме, мелодична и ретроспективна по природи, цитирајући Вагнера, Росинија и Шостаковичеву властиту 4. симфонију. Шостакович је 1965. примљен као инострани члан САНУ.
Дмитриј Дмитријевич Шостакович преминуо је од рака плућа 9. августа 1975, и након јавног спровода је сахрањен на московском Новодевичем гробљу. Службена читуља није изашла у Правди одмах, него тек 3 дана након Шостаковичеве смрти, јер је наводно требало да је провере највиши функционери - Леонид Брежњев и остатак Политбироа. Чак и пре смрти, Шостаковичу је одата почаст тиме што је једно полуострво на Александровом острву (Антарктик) добило његово име.
Иза њега су остали трећа супруга Ирина, његова кћи Галина и његов син Максим, пијаниста и композитор коме су посвећена и који је био први извођач неких очевих дела. Сам Шостакович је за собом оставио пар снимака својих клавирских извођења. Од познатих интерпретатора његове музика треба споменути имена као што су Емил Гилељс, Мстислав Ростропович, Татјана Николајева, Марија Јудина, Давид Ојстрах и чланови Бетовеновог квартета.
Шостаковичев утицај на остале музичаре изван Совјетског Савеза је био јако мали, иако је Алфред Шнитке преузео његов еклектицизам и његове контрасте између динамичног и статичког, а нека музика Андреа Превена показује изричите повезнице са Шостаковичевим стилом оркестрације. Његов утицај се може видети и код неких нордијских композитора као што су Калеви Ахо и Ларс-Ерик Ларсон. На многе његове руске савременике и ученике на Петроградском конзерваторијуму, Шостакович је оставио снажан утицај (међу њима су и Герман Окунев, Борис Тишченко, чија је 5. симфонија из 1978. посвећена Шостаковичу, Сергеј Слонимски и други). Шостаковичев конзерваторијски идиом постао је ипак енормно популаран међу публиком у и изван Русије, како је опадао утицај авангарде и развила се расправа о његовим политичким погледима. Према Гроуву, он је данас постао „најпопуларнији композитор озбиљне уметничке музике средине 20. века“.

## Дела
Шостаковичева дела су, уопште, тонална и у романтичарској традицији, али са елементима атоналитета и хроматизма. У неким његовим каснијим делима (нпр. 12. гудачки квартет), користио је тонске редове. Његовим опусом доминирају циклуси симфонија и гудачких квартета, по 15 од сваких. Симфоније су правилно распоређене кроз његову каријеру, док су квартети концентрисани на каснији период каријере. Међу најпопуларније од ових спадају 15, 7. и 10. симфонија (теме првог става 10. симфоније на слици), те 8. и 15. гудачки квартет. Међу остала његова популарна дела спадају опере Леди Магбет Мценског округа и Нос, те недовршена опера Коцкари, 6 концерата (по два за клавир, виолончело и виолину) и велики број дела филмске музике.
Шостаковичева музика показује утицаје њему најдражих композитора: Бах у његовим фугама и пасакаљама; Бетовен у каснијим квартетима; Малер у симфонијама и Берг у коришћењу музичких кодова и цитата. Међу руским композиторима, највише се дивио Модесту Петровичу Мусоргском, чије је опере Борис Годунов и Ховáншчина реоркестрирао. Утицај Мусоргског је најпроминентнији у зимским сценама Леди Магбет и 11. симфоније, али и у његовим сатирчним делима као што је Рајок. Утицај Сергеја Прокофјева најјачи је у његовим раним клавирским делима, као што су 1. соната и 1. концерт. Утицај руске црквене и народне музике види се у његовим а капела зборским делима из 1950-их.
Шостаковичева сарадња са Игором Стравинским била је дубоко амбивалентна, како је и сам написао Гликману: „Стравински - композитор којег обожавам, Стравински - мислилац који ми се гади“.. Посебно га је одушевила и инспирисала Симфонија псалама коју је Стравински написао, те је 1962, када је Стравински посетио родни СССР, предао Стравинском своју клавирску верзију дела. Сусрет двојице композитора није био успешан, али су посматрачи су коментарисали Шостаковичеву нервозу и „грубост“ Игора Стравинског према њему.
Многи коментатори су уочили дисконтинуитет између експерименталних дела насталих пре забране 1936. и конзервативнијих након ње. Шостакович је рекао Флори Литвиновој: „Без 'Партијског вођства'... показао бих више бриљантности, користио више сарказма, могао бих да износим своје идеје отворено, а не да их камуфлирам“. Чланци које је Шостакович издавао 1934. и 1935. наводе Берга, Шенберга, Кренека, Хиндемита и „посебно Стравинског“ као његове утицаје. Кључна дела ранијег периода су 1. симфонија, која је комбиновала акедемизам конзерваторијума са Шостаковичевим властитим осећањима, Нос („неоспорно његово најмодерније сценско дело“), Леди Магбет Мценског округа, која је убрзала пад у немилост и 4. симфонија, која је у Гроуву описана као „колосална синтеза Шостаковичевог музичког развоја до данас“. Та 4. симфонија је такође прво његово дело у којем се види утицај Густава Малера, преокрећући тиме пут којим је Шостакович требало да крене како би себи осигурао рехабилитацију, при чему је он сам рекао да су последња два наведена дела његова најнеуспешнија дела.
У годинама након 1936, Шостаковичева симфонијска дјела су била наизглед музички конзервативна, без обзира на икакав субверзивни политички садржај. У то време се све више окретао камерним делима, „подручју на којем је могао да компонује са максималном озбиљношћу и са минималним спољашњим притиском“. И док су његова камерна дела била увелико тонална, она су дала Шостаковичу пут за мрачнији садржај који није најбоље прихваћен од стране јавности. Ово је најучесталије у његовим каснијим камерним делима, која приказују „свет јадне безосећајности“. У неким од ових је користио и тонске редове, иако их је третирао као мелодичне теме, а не серијски. Вокална дела су такође истакнуте одлике овог периода, са текстовима који се углавном баве љубављу, смрћу и уметношћу.
Једна проминентна критика упућена Шостаковичу, тачније његовим симфонијским делима је та да су она, како каже Џерард Макберни, „изведена... смећаста, празна и већ коришћена“. Ово мишљење су изразили и западни композитори као Пјер Булез („Мислим о Шостаковичу да је друга, или чак трећа копија Малера“), али и његови сународници као Филип Гершкович, који је Шостаковича назвао „изгубљеником у трансу“. Још једна примедба је та да је био вулгаран и груб: Стравински је о Леди Магбет написао да је „брутално груба... и монотона“, док је позната колумна из Правде, Блато уместо музике, о истом делу написала: „Све је грубо, примитивно и вулгарно. музика кваче, рокће и режи“..
Тачно је да је Шостакович увелико позајмљивао материјале и стилове од ранијих мајстора класике и из популарне музике. Вулгарност „ниске“ музике је значајан утицај на овог „најбољег од еклектика“. Мекбарни прати трагове овога до авангардних уметничких кругова раног совјетског периода у којима се Шостакович кретао на почетку каријере и говори да су те позајмице биле намерне технике које би му допустиле да створи „нијансе контраста, понављања, истицање“ које су његовој музици дале величину која јој је била потребна.

## Личност
Шостакович је у много погледа био опсесиван човек: према његовој кћерци, био је „опседнут чистоћом“, стално је усклађивао сатове у свом стану и редовно је себи слао писма како би проверио да ли ради поштанска служба. Књига Елизабет Вилсон Шостакович: Живот који се памти индексира 26 референци о његовој нервози. Чак и као млад човек, сећа се Михаил Дурскин, Шостакович је био „крхак и нервозан“. Јуриј Љубимов каже: „Чињеница да је био крхкији од других била је сигурно важна карика у његовом генију.“ У каснијем животу, присећа се Кжиштоф Мајер, „његово лице била је врећа тикова и гримаса“.
Када је био добре воље, главна рекреација му је био спорт, при чему је више волео да гледа него да учествује, иако је био квалификовани фудбалски судија. Такође је волео карташке игре, поготово пасијанс. И светле и мрачне стране његовог карактера биле су евидентне у његовој љубави према сатиричарима као што су били Гогољ, Чехов и Зошченко. Утицај наведених на Шостаковича види се у његовим писмима, која садрже пародије на совјетске службенике. Сам Зошченко уочио је неке контрадикције у Шостаковичевом карактеру: „он је... крхак, ломљив, повучен и неограничено директан, чисто дете... [али он је још и] чврст, отрован, изузетно интелигентан, снажан можда, деспотичан и не све у свему добре природе (иако церебрално добре природе)“.
По природи није имао самопоуздања: Флора Литвинова рекла је да је био „потпуно неспособан да некоме каже 'не'“. То је значи да га је било лако уверити да потпише службене изјаве, укључујући и јавну оптужбу Андреја Сахарова 1973. Но, са друге стране је био спреман да покуша помоћи конституентима унутар својих могућности као председавајући у композиторском удружењу и заменик у Врховном совјету. Олег Прокофјев је коментарисао да је „покушао помоћи толиком броју људи да... је све мање и мање пажње посвећивао самом себи“.
Гостовао је у Београду новембра 1937, са опером "Катарина Измајлова".

## Правоверност и ревизионизам
Шостаковичев одговор на службене критике био је упитан. Зна се да је глумио конформизам са стањем, читајући говоре и потписујући чланке у којима је изражавана владина воља. Међутим, верује се да Шостакович није волео режим, што су потврдили његова породица, његова писма Гликману, те његова сатирична кантата „Рајок“, која је садржавала „антиформалистичку“ кампању и држана је сакривена до Шостаковичеве смрти.
Но, оно што није сигурно је мера до које је Шостакович изражавао супротстављање режиму и држави у својој музици. Соломон Волков је изнео ревизионистички поглед у својој књизи Сведочење (1979), за коју се говори да су то заправо Шостаковичеви мемоари диктирани Волкову. Књига тврди да су његова дела имала многе кодиране поруке против владе. Познато је да је инкорпорирао многе цитате и серије нота у својим делима, поготово његов властити  мотив (на слици). Његов доживотни сарадник Јевгениј Мравински, рекао је да је „Шостакович јако често објашњавао његове намере са јако специфичним сликама и конотацијама“. Ревизионистичку перспективу касније су подржала његова деца, Максим и Галина, и многи руски музичари. Недавно, Волков је рекао да је Шостакович преузео улогу „јуродивог“ илити свете будале у односу са владом. Шостаковичева удовица Ирина подржава генералну ревизионистичку тезу, али негира аутентичност Сведочења. Остали проминентни ревизионсти су Ијан Макдоналд, чија књига Нови Шостакович износи више интерпретација његове музике, и Елизабет Вилсон, чија књига Шостакович: Живот који се памти даје сведочења за многа композиторова познанства.
Многи музичари и учењаци (као Лорел Феј и Ричард Тарускин) оспоравају аутентичност (и расправљају о важности) Сведочења, говорећи да их је Волков саставио као комбинацију рециклираних чланака, трачева и могуће неких информација од самог композитора. Општије, они тврде да је Шостаковичева важност у његовој музици више него у његовом животу, и да тражење политичких порука у музици умањује, више него што појачава, њену уметничку вредност.

## Шостакович у популарној култури
- Драма Дејвида Паунела Мајсторска класа приказује инквизицију Дмитрија Шостаковича и Сергеја Прокофјева од стране Јосифа Стаљина и Андреја Жданова 1948. Стаљин наређује композиторима да стварају музику по партијским смерницама.
- Роман Европа централ, Вилијама Т. Фолмана, приказује полуфиктивни љубавни троугао између Шостаковича, редитеља Романа Кармена и Елене Константиновскаје.

## Списак дела

### Сценско-музичка дела
- 1927/28 Нос, оп. 15, опера у три чина по Гогољу
- 1929/30 Златно доба, оп. 22 - балет у три чина
- 1930/31 Муња, оп. 27 - балет у три чина
- 1930-1932 Леди Магбет Мценског округа, оп. 29, опера у четири чина
- 1933-35 Прича о попу и његовом слуги Балди - оперске сцене у 4 слике, оп.36 (музика кориштена у истоименом филму)
- 1934/35 Мали поток, оп.39 - балет у три чина
- 1956-1963 Катерина Измајлова, оп. 114, нова обрада Леди Магбет Мценског округа
- 1958 Москва, Черјомушки, оп. 105, оперета у три чина

### Оркестарска дела
- 1. симфонија f-Moll оп. 10 за оркестар
- 2. симфонија H-Dur оп. 14 „Октобру“ за мешовити хор и оркестар
- 3. симфонија Es-Dur оп. 20 „Првом мају“ за мешовити хор и оркестар
- 4. симфонија c-Moll оп. 43 за оркестар
- 5. симфонија d-Moll оп. 47 за оркестар
- 6. симфонија h-Moll оп. 54 за оркестар
- 7. симфонија C-Dur оп. 60 „Лењинградска симфонија“ за оркестар
- 8. симфонија c-Moll оп. 65 „Стаљинградска симфонија“ за оркестар
- 9. симфонија Es-Dur оп. 70 за оркестар
- 10. симфонија e-Moll оп. 93 за оркестар
- 11. симфонија g-Moll оп. 103 „Година 1905“ за оркестар
- 12. симфонија d-Moll оп. 112 „Година 1917“ за оркестар „У знак сећања на Лењина“
- 13. симфонија b-Moll оп. 113 „Баби Јар“ (на стихове Евгенија Јевтушенка) за бас, мушки хор и оркестар
- 14. симфонија g-Moll оп. 135 за сопран, бас и гудачки оркестар (са поезијом Гарсије Лорке, Аполинера, Кухелбекера и Рилкеа)
- 15. симфонија A-Dur оп. 141 за оркестар
- 1933 клавирски концерт бр.1 c-Moll оп. 35 - за клавир, трубу и гудачки оркестар
- 1947/48 и 1955 виолински концерт бр.1 a-Moll оп. 77
- 1957 клавирски концерт бр.2 F-Dur оп. 102
- 1959 концерт за виолончело бр.1 Es-Dur оп. 107
- 1966 концерт за виолончело бр.2 g-Moll оп. 126
- 1967 виолински концерт бр.2 cis-Moll оп. 129

### Камерна музика
- клавирски трио бр. 1 c-Moll оп. 8 (1923)
- три комада за чело и клавир оп. 9 (изгубљени) (1923/24)
- прелид и скерцо за гудачки октет / гудачки оркестар оп. 11 (1924/25)
- соната d-Moll за чело и клавир, оп. 40 (1934)
- гудачки квартет бр. 1 °Dur оп. 49 (1935)
- клавирски квинтет g-Moll оп. 57 (1940)
- клавирски трио бр. 2 e-Moll оп. 67 (1944)
- гудачки квартет бр. 2 A-Dur оп. 68 (1944)
- гудачки квартет бр. 3 F-Dur оп. 73 (1946)
- гудачки квартет бр. 4 D-Dur оп. 83 (1949)
- гудачки квартет бр. 5 B-Dur оп. 92 (1952)
- гудачки квартет бр. 6 G-Dur оп. 101 (1956)
- гудачки квартет бр. 7 fis-Moll оп. 108 (1960)
- гудачки квартет бр. 8 c-Moll оп. 110 (1960)
- гудачки квартет бр. 9 Es-Dur оп. 117 (1964)
- гудачки квартет бр. 10 As-Dur оп. 118 (1964)
- гудачки квартет бр. 11 f-Moll оп. 122 (1966)
- гудачки квартет бр. 12 Des-Dur оп. 133 (1968)
- соната за виолину и клавир оп. 134 (1968)
- гудачки квартет бр. 13 b-Moll оп. 138 (1970)
- гудачки квартет бр. 14 Fis-Dur оп. 142 (1973)
- гудачки квартет бр. 15 es-Moll оп. 144 (1974)
- соната за виолу и клавир оп. 147 (1975)

### Клавирска музика
- осам прелида за соло клавир, оп. 3 (1919/20)
- пет прелида за соло клавир, ван оп. (1920/21)
- три фантастична плеса за соло клавир оп. 5 (1922)
- свита fis-Moll за 2 клавира, оп. 6 (1922)
- соната бр. 1 за соло клавир, оп. 12 (1926)
- „афоризми“ - десет комада за соло клавир, оп. 13 (1927)
- 24 прелида за соло клавир, оп. 34 (1932/33)
- полка за соло клавир, ван оп. (из балета Златно доба - оп. 22 (1927—30); 1935)
- соната бр. 2 h-Moll за соло клавир, оп. 61 (1942)
- шест дечјих комада за соло клавир, оп. 69 (1944/45)
- 24 прелида и фуга за соло клавир, оп. 87 (1950/51)
- кончертино a-Moll за два клавира, оп. 94 (1953)
- „Звона Новоросијска“ за соло клавир, ван оп. (1960)
- седам игара за лутке за соло клавир, ван оп. (1952—62)
- полка за клавир у 4 руке, ван оп. (1962)
- тарантела за 2 клавира, ван оп. (1963)